# Tear Down the Border
Tear Down the Border — зарубежный альбом рок-группы Автограф, записанный на студии «For The Records» в округе Ориндж и вышедший в США в 1991 году. В 1992 году альбом был переиздан в Японии.

## Список композиций
| №   | Название                  | Текст песни       | Музыка   | Длительность |
| --- | ------------------------- | ----------------- | -------- | ------------ |
| 1.  | «Coming Back To Find You» | Meredith Marshall | Автограф | 4:20         |
| 2.  | «One Step Away»           | Meredith Marshall | Автограф | 4:25         |
| 3.  | «Tear Down The Border»    | Маргарита Пушкина | Автограф | 4:07         |
| 4.  | «How Can I Call It Love»  | Meredith Marshall | Автограф | 4:15         |
| 5.  | «Why Is This Goodbye»     | Meredith Marshall | Автограф | 4:11         |
| 6.  | «Judgement Day»           | Meredith Marshall | Автограф | 3:46         |
| 7.  | «My Brother»              | Meredith Marshall | Автограф | 3:50         |
| 8.  | «Going Home»              | (instrumental)    | Автограф | 3:39         |
| 9.  | «Play With Fire»          | Meredith Marshall | Автограф | 2:56         |
| 10. | «Why Can't You Stay»      | Meredith Marshall | Автограф | 3:23         |

## Участники записи
- Артур Беркут — лидер-вокал
- Bart Bishop, Ted Bishop — бэк-вокал;
- Александр Ситковецкий — гитара и бэк-вокал ;
- Леонид Гуткин — бас-гитара и бэк-вокал;
- Виктор Михалин — ударные и бэк-вокал;
- Руслан Валонен — клавишные;
- Сергей Мазаев — саксофон и бэк-вокал;
- Ted Bishop — сопродюсер;
- Pat Dillon — дизайн;
- Herb Cohen — исполнительный продюсер;
- Robert Duffey — продюсер;
- Eric Garten — звукорежиссёр;

.